# ایزابلا، پورتوریکو
ایزابلا، پورتوریکو (به انگلیسی: Isabela, Puerto Rico) یک سکونتگاه مسکونی در ایالات متحده آمریکا است که در پورتوریکو واقع شده‌است.

## خصوصیات
ایزابلا ۲۳۸٫۱۵ کیلومترمربع مساحت و ۴۵٬۶۳۱ نفر جمعیت دارد.